# Michał Szuldenfrei

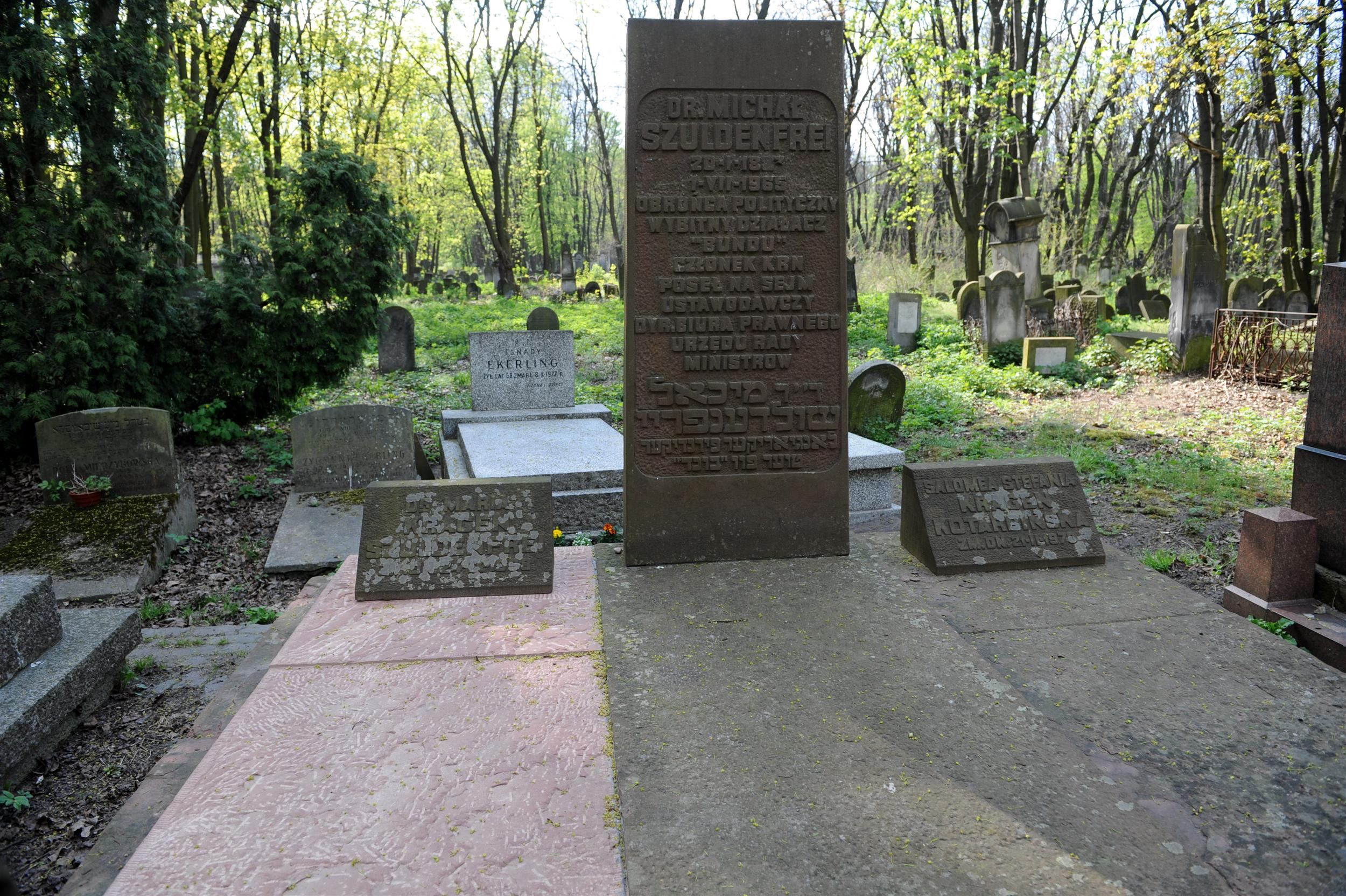
Grób Michała Szuldenfreia na cmentarzu żydowskim przy ulicy Okopowej w Warszawie

Michał Szuldenfrei (Schuldenfrei) (jid. ‏מיכאל שולדענפריי‎; ur. 20 stycznia 1887 w Częstochowie, zm. 1 lipca 1965) – polski prawnik i polityk pochodzenia żydowskiego, poseł do Krajowej Rady Narodowej, jedyny poseł na Sejm Ustawodawczy z ramienia żydowskiej partii robotniczej Bund (wybrany z listy Polskiej Partii Socjalistycznej).

## Życiorys
Syn Pinkusa. Ukończył gimnazjum w Krakowie, a następnie, w 1910 roku, studia na Wydziale Prawa Uniwersytetu Jagiellońskiego. W 1911 roku uzyskał stopień doktora praw, a w latach 1911–1917 odbył w Krakowie aplikację sądową i adwokacką. W latach 1917–1939 prowadził własną kancelarię prawniczą w Krakowie. Podczas wojny polsko-bolszewickiej, w lipcu 1920 roku został internowany w obozie w Krakowie–Dąbiu. 
W latach 1930–1938 był wicedziekanem Rady Adwokackiej w Krakowie. Jako prawnik występował w charakterze obrońcy w wielu procesach politycznych, był również działaczem Bundu. Po wybuchu II wojny światowej przebywał w Związku Radzieckim, należał do Związku Patriotów Polskich. Wrócił do Polski w sierpniu 1944 roku, gdzie objął stanowisko dyrektora Biura Prawnego Polskiego Komitetu Wyzwolenia Narodowego (PKWN). 
Członek Krajowej Rady Narodowej i Centralnego Komitetu Żydów w Polsce. Od 1944 roku przewodniczący Komitetu Organizacyjnego oraz Komitetu Centralnego Bundu w wyzwolonym przez sowietów Lublinie i faktyczny przewodniczący partii w kraju. Zaakceptował Manifest Lipcowy PKWN. Po wojnie poseł Sejmu Ustawodawczego (1947–1952) oraz Dyrektor Biura Prawnego Urzędu Rady Ministrów, funkcję tę pełnił aż do śmierci. Znany był z propagowania działań mających na celu ukaranie sprawców zbrodni wojennych na narodzie żydowskim, między innymi pogromu krakowskiego.
W latach 1946–1956 był członkiem Naczelnej Rady Adwokackiej, a w latach 1946–1951 także członkiem Wyższej Komisji Dyscyplinarnej. Od 1956 do 30 czerwca 1964 roku był członkiem Wydziału Wykonawczego Naczelnej Rady Adwokackiej, po śmierci Michała Kulczyckiego pełnił przez rok funkcję skarbnika NRA.
Żonaty z Marią Kragen–Szuldenfrei, po wojnie m.in. lekarką lecznicy Ministerstwa Zdrowia i Opieki Społecznej. Zmarł nagle, pochowany w alei głównej cmentarza żydowskiego przy ulicy Okopowej w Warszawie (kwatera 12, rząd 5).

## Odznaczenia
Odznaczony m.in. Orderem Sztandaru Pracy II klasy, Krzyżem Oficerskim (1946) i Komandorskim Orderu Odrodzenia Polski, a także Złotym Krzyżem Zasługi (1954).